# Wahlkreis Andria (Camera dei deputati)
Der Wahlkreis Andria war von 1993 bis 2005 und ist seit 2017 wieder ein Wahlkreis (italienisch collegio elettorale) für die Wahl der Abgeordnetenkammer.

## Von 1993 bis 2005

### Wahlkreisgebiet
Der Wahlkreis umfasste 3 Gemeinden (Andria, Minervino Murge und Spinazzola).

### Wahlergebnisse

#### Parlamentswahl 1994

##### Direktstimmen
| Kandidaten               | Kandidaten                       | Parteien                                          | Stimmen | %    |
| ------------------------ | -------------------------------- | ------------------------------------------------- | ------- | ---- |
|                          | Onofrio Spagnoletti Zeuligewählt | Polo del Buon Governo (FI – AN – CCD – UdC – PLD) | 26.397  | 44,3 |
|                          | Nicola Colaianni                 | Progressisti                                      | 21.054  | 35,4 |
|                          | Anna Maria Di Leo                | Patto per l’Italia                                | 10.122  | 17,0 |
|                          | Riccardo Di Molfetta             | Unione Popolare                                   | 1.947   | 3,3  |
| Gesamt                   | Gesamt                           | Gesamt                                            | 59.520  | 100  |
|                          |                                  |                                                   |         |      |
| Ungültige Stimmen        | Ungültige Stimmen                | Ungültige Stimmen                                 | 8.370   | 12,3 |
| Wähler                   | Wähler                           | Wähler                                            | 67.890  | 81,2 |
| Wahlberechtigte          | Wahlberechtigte                  | Wahlberechtigte                                   | 83.641  |      |
|                          |                                  |                                                   |         |      |
| Quelle: Innenministerium |                                  |                                                   |         |      |

##### Listenstimmen
| Parteien                             | Parteien                        | Parteien                           | Stimmen | %    |
| ------------------------------------ | ------------------------------- | ---------------------------------- | ------- | ---- |
|                                      | Progressisti                    | Partito Democratico della Sinistra | 15.592  | 26,7 |
| Partito della Rifondazione Comunista | Progressisti                    | 7.199                              | 12,3    |      |
| Alleanza Democratica                 | Progressisti                    | 1.812                              | 3,1     |      |
| Partito Socialista Italiano          | Progressisti                    | 983                                | 1,7     |      |
| Federazione dei Verdi                | Progressisti                    | 737                                | 1,3     |      |
| La Rete                              | Progressisti                    | 350                                | 0,6     |      |
| ↳ Gesamt                             | Progressisti                    | 26.673                             | 45,6    |      |
|                                      | Polo del Buon Governo           | Alleanza Nazionale                 | 13.276  | 22,7 |
|                                      | Patto per l’Italia              | Partito Popolare Italiano          | 8.629   | 14,8 |
| Patto Segni                          | Patto per l’Italia              | 3.451                              | 5,9     |      |
| ↳ Gesamt                             | Patto per l’Italia              | 12.080                             | 20,7    |      |
|                                      | Programma Italia                | Programma Italia                   | 2.316   | 4,0  |
|                                      | Lista Marco Pannella            | Lista Marco Pannella               | 1.891   | 3,2  |
|                                      | Socialdemocrazia per le Libertà | Socialdemocrazia per le Libertà    | 676     | 1,2  |
|                                      | Unione Popolare                 | Unione Popolare                    | 573     | 1,0  |
|                                      | Alleanza Popolare               | Alleanza Popolare                  | 323     | 0,6  |
|                                      | Lega d’Azione Meridionale       | Lega d’Azione Meridionale          | 257     | 0,4  |
|                                      | Solidarietà e Progresso         | Solidarietà e Progresso            | 116     | 0,2  |
|                                      | Democrazia e Solidarietà        | Democrazia e Solidarietà           | 91      | 0,2  |
|                                      | Utopia                          | Utopia                             | 69      | 0,1  |
|                                      | Alleanza di Programma           | Alleanza di Programma              | 53      | 0,1  |
|                                      | Rinascita Salentina             | Rinascita Salentina                | 38      | 0,1  |
| Gesamt                               | Gesamt                          | Gesamt                             | 58.432  | 100  |
|                                      |                                 |                                    |         |      |
| Ungültige Stimmen                    | Ungültige Stimmen               | Ungültige Stimmen                  | 9.459   | 13,9 |
| Wähler                               | Wähler                          | Wähler                             | 67.891  | 81,2 |
| Wahlberechtigte                      | Wahlberechtigte                 | Wahlberechtigte                    | 83.641  |      |
|                                      |                                 |                                    |         |      |
| Quelle: Innenministerium             |                                 |                                    |         |      |

#### Parlamentswahl 1996

##### Direktstimmen
| Kandidaten               | Kandidaten                | Parteien            | Stimmen | %    |
| ------------------------ | ------------------------- | ------------------- | ------- | ---- |
|                          | Giannicola Sinisigewählt  | L’Ulivo             | 35.165  | 57,8 |
|                          | Onofrio Spagnoletti Zeuli | Polo per le Libertà | 25.647  | 42,2 |
| Gesamt                   | Gesamt                    | Gesamt              | 60.812  | 100  |
|                          |                           |                     |         |      |
| Ungültige Stimmen        | Ungültige Stimmen         | Ungültige Stimmen   | 6.823   | 10,1 |
| Wähler                   | Wähler                    | Wähler              | 67.635  | 78,4 |
| Wahlberechtigte          | Wahlberechtigte           | Wahlberechtigte     | 86.248  |      |
|                          |                           |                     |         |      |
| Quelle: Innenministerium |                           |                     |         |      |

##### Listenstimmen
| Parteien                                          | Parteien                             | Parteien                             | Stimmen | %    |
| ------------------------------------------------- | ------------------------------------ | ------------------------------------ | ------- | ---- |
|                                                   | Polo per le Libertà                  | Forza Italia                         | 17.228  | 28,9 |
| Alleanza Nazionale                                | Polo per le Libertà                  | 8.282                                | 13,9    |      |
| CCD – CDU                                         | Polo per le Libertà                  | 3.630                                | 6,1     |      |
| ↳ Gesamt                                          | Polo per le Libertà                  | 29.140                               | 48,8    |      |
|                                                   | L’Ulivo                              | Partito Democratico della Sinistra   | 13.573  | 22,7 |
| Popolari per Prodi (PPI – SVP – PRI – UD – Prodi) | L’Ulivo                              | 3.439                                | 5,8     |      |
| Rinnovamento Italiano                             | L’Ulivo                              | 1.786                                | 3,0     |      |
| Federazione dei Verdi                             | L’Ulivo                              | 587                                  | 1,0     |      |
| ↳ Gesamt                                          | L’Ulivo                              | 19.385                               | 32,5    |      |
|                                                   | Partito della Rifondazione Comunista | Partito della Rifondazione Comunista | 7.721   | 12,9 |
|                                                   | Partito Socialista                   | Partito Socialista                   | 916     | 1,5  |
|                                                   | Fiamma Tricolore                     | Fiamma Tricolore                     | 710     | 1,2  |
|                                                   | Lista Pannella – Sgarbi              | Lista Pannella – Sgarbi              | 661     | 1,1  |
|                                                   | Gruppo Indipendente Libertà          | Gruppo Indipendente Libertà          | 426     | 0,7  |
|                                                   | Ambientalisti                        | Ambientalisti                        | 314     | 0,5  |
|                                                   | Mani Pulite                          | Mani Pulite                          | 272     | 0,5  |
|                                                   | Lega d’Azione Meridionale            | Lega d’Azione Meridionale            | 155     | 0,3  |
| Gesamt                                            | Gesamt                               | Gesamt                               | 59.700  | 100  |
|                                                   |                                      |                                      |         |      |
| Ungültige Stimmen                                 | Ungültige Stimmen                    | Ungültige Stimmen                    | 7.933   | 11,7 |
| Wähler                                            | Wähler                               | Wähler                               | 67.633  | 78,4 |
| Wahlberechtigte                                   | Wahlberechtigte                      | Wahlberechtigte                      | 86.248  |      |
|                                                   |                                      |                                      |         |      |
| Quelle: Innenministerium                          |                                      |                                      |         |      |

#### Parlamentswahl 2001

##### Direktstimmen
| Kandidaten               | Kandidaten               | Parteien           | Stimmen | %    |
| ------------------------ | ------------------------ | ------------------ | ------- | ---- |
|                          | Giannicola Sinisigewählt | L’Ulivo            | 33.003  | 47,1 |
|                          | Benetto Francesco Fucci  | Casa delle Libertà | 32.633  | 46,5 |
|                          | Francesco Inchingolo     | Democrazia Europea | 2.502   | 3,6  |
|                          | Leonardo Apruzzese       | Lista Di Pietro    | 2.006   | 2,9  |
| Gesamt                   | Gesamt                   | Gesamt             | 70.144  | 100  |
|                          |                          |                    |         |      |
| Ungültige Stimmen        | Ungültige Stimmen        | Ungültige Stimmen  | 4.169   | 5,6  |
| Wähler                   | Wähler                   | Wähler             | 74.313  | 82,7 |
| Wahlberechtigte          | Wahlberechtigte          | Wahlberechtigte    | 89.818  |      |
|                          |                          |                    |         |      |
| Quelle: Innenministerium |                          |                    |         |      |

##### Listenstimmen
| Parteien                       | Parteien                             | Parteien                               | Stimmen | %    |
| ------------------------------ | ------------------------------------ | -------------------------------------- | ------- | ---- |
|                                | Casa delle Libertà                   | Forza Italia                           | 22.151  | 32,3 |
| Alleanza Nazionale             | Casa delle Libertà                   | 7.594                                  | 11,1    |      |
| CCD – CDU                      | Casa delle Libertà                   | 2.595                                  | 3,8     |      |
| Nuovo PSI                      | Casa delle Libertà                   | 918                                    | 1,3     |      |
| ↳ Gesamt                       | Casa delle Libertà                   | 33.258                                 | 48,5    |      |
|                                | L’Ulivo                              | La Margherita (Dem – PPI – RI – Udeur) | 12.125  | 17,7 |
| Democratici di Sinistra        | L’Ulivo                              | 8.329                                  | 12,1    |      |
| Il Girasole (FdV – SDI)        | L’Ulivo                              | 3.200                                  | 4,7     |      |
| Partito dei Comunisti Italiani | L’Ulivo                              | 1.773                                  | 2,6     |      |
| ↳ Gesamt                       | L’Ulivo                              | 25.427                                 | 37,1    |      |
|                                | Partito della Rifondazione Comunista | Partito della Rifondazione Comunista   | 4.009   | 5,8  |
|                                | Lista Di Pietro                      | Lista Di Pietro                        | 3.157   | 4,6  |
|                                | Democrazia Europea                   | Democrazia Europea                     | 1.546   | 2,3  |
|                                | Fiamma Tricolore                     | Fiamma Tricolore                       | 556     | 0,8  |
|                                | Lista Emma Bonino                    | Lista Emma Bonino                      | 474     | 0,7  |
|                                | Lega d’Azione Meridionale            | Lega d’Azione Meridionale              | 83      | 0,1  |
|                                | Paese Nuovo                          | Paese Nuovo                            | 57      | 0,1  |
|                                | Abolizione Scorporo                  | Abolizione Scorporo                    | 28      | 0,0  |
| Gesamt                         | Gesamt                               | Gesamt                                 | 68.595  | 100  |
|                                |                                      |                                        |         |      |
| Ungültige Stimmen              | Ungültige Stimmen                    | Ungültige Stimmen                      | 5.717   | 7,7  |
| Wähler                         | Wähler                               | Wähler                                 | 74.312  | 82,7 |
| Wahlberechtigte                | Wahlberechtigte                      | Wahlberechtigte                        | 89.818  |      |
|                                |                                      |                                        |         |      |
| Quelle: Innenministerium       |                                      |                                        |         |      |

## Von 2017 bis 2020

### Wahlkreisgebiet
Der Wahlkreis umfasste Gemeinden: 

### Wahlergebnisse

#### Parlamentswahl 2018
| Kandidaten               | Kandidaten                 | Stimmen | %    | Listen                              | Stimmen | %    |
| ------------------------ | -------------------------- | ------- | ---- | ----------------------------------- | ------- | ---- |
|                          | Giuseppe D’Ambrosiogewählt | 73.648  | 49,0 | Movimento 5 Stelle                  | 73.648  | 49,0 |
|                          | Francesco Ventola          | 46.570  | 31,0 | Forza Italia                        | 29.657  | 19,7 |
| Lega                     | Francesco Ventola          | 46.570  | 31,0 | 7.778                               | 5,2     |      |
| Fratelli d’Italia        | Francesco Ventola          | 46.570  | 31,0 | 5.342                               | 3,6     |      |
| Noi con l’Italia – UDC   | Francesco Ventola          | 46.570  | 31,0 | 3.793                               | 2,5     |      |
|                          | Filippo Caracciolo         | 22.124  | 14,7 | Partito Democratico                 | 19.878  | 13,2 |
| +Europa                  | Filippo Caracciolo         | 22.124  | 14,7 | 1.266                               | 0,8     |      |
| Italia Europa Insieme    | Filippo Caracciolo         | 22.124  | 14,7 | 651                                 | 0,4     |      |
| Civica Popolare          | Filippo Caracciolo         | 22.124  | 14,7 | 329                                 | 0,2     |      |
|                          | Lucia De Mari              | 3.771   | 2,5  | Liberi e Uguali                     | 3.771   | 2,5  |
|                          | Michela Parisi             | 952     | 0,6  | Il Popolo della Famiglia            | 952     | 0,6  |
|                          | Cosimo Damiano Matteucci   | 946     | 0,6  | Potere al Popolo!                   | 946     | 0,6  |
|                          | Cristina Dargenio          | 857     | 0,6  | CasaPound Italia                    | 857     | 0,6  |
|                          | Michele Cristian Rizzi     | 587     | 0,4  | Partito Valore Umano                | 587     | 0,4  |
|                          | Vittoria Emanuela Massaro  | 550     | 0,4  | Italia agli Italiani (FT – FN)      | 550     | 0,4  |
|                          | Olga Mascolo               | 236     | 0,2  | 10 Volte Meglio                     | 236     | 0,2  |
|                          | Concetta De Marinis        | 97      | 0,1  | Partito Repubblicano Italiano – ALA | 97      | 0,1  |
| Gesamt                   | Gesamt                     | 150.338 | 100  |                                     | 150.338 | 100  |
|                          |                            |         |      |                                     |         |      |
| Ungültige Stimmen        | Ungültige Stimmen          | 4.756   | 3,1  |                                     |         |      |
| Wähler                   | Wähler                     | 155.094 | 69,4 |                                     |         |      |
| Wahlberechtigte          | Wahlberechtigte            | 223.455 |      |                                     |         |      |
|                          |                            |         |      |                                     |         |      |
| Quelle: Innenministerium |                            |         |      |                                     |         |      |

## Seit 2020

### Wahlkreisgebiet
| Wahlkreise – Camera dei deputati – Apulien | Wahlkreise – Camera dei deputati – Apulien   | Wahlkreise – Camera dei deputati – Apulien                         |
| Provinz                                    | Provinz                                      | Gemeinden nach Provinzen ⮞ Wahlkreis                               |
| ------------------------------------------ | -------------------------------------------- | ------------------------------------------------------------------ |
|                                            | Metropolitanstadt Bari (41 Gemeinden)        | 9 ⮞ Wahlkreis Bari 17 ⮞ Wahlkreis Molfetta 15 ⮞ Wahlkreis Altamura |
|                                            | Provinz Barletta-Andria-Trani (10 Gemeinden) | 7 ⮞ Wahlkreis Andria 3 ⮞ Wahlkreis Cerignola                       |
|                                            | Provinz Brindisi (20 Gemeinden)              | alle ⮞ Wahlkreis Brindisi                                          |
|                                            | Provinz Foggia (61 Gemeinden)                | 39 ⮞ Wahlkreis Foggia 22 ⮞ Wahlkreis Cerignola                     |
|                                            | Provinz Lecce (96 Gemeinden)                 | 30 ⮞ Wahlkreis Lecce 66 ⮞ Wahlkreis Galatina                       |
|                                            | Provinz Tarent (29 Gemeinden)                | 22 ⮞ Wahlkreis Tarent 7 ⮞ Wahlkreis Altamura                       |

Der Wahlkreis umfasst 7 Gemeinden der Provinz Barletta-Andria-Trani.

### Wahlergebnisse

#### Parlamentswahl 2022
| Kandidaten                          | Kandidaten                 | Stimmen | %    | Listen                                                  | Stimmen | %    |
| ----------------------------------- | -------------------------- | ------- | ---- | ------------------------------------------------------- | ------- | ---- |
|                                     | Mariangela Materagewählt   | 59.245  | 40,8 | Fratelli d’Italia                                       | 28.826  | 19,9 |
| Forza Italia                        | Mariangela Materagewählt   | 59.245  | 40,8 | 22.660                                                  | 15,6    |      |
| Lega per Salvini Premier            | Mariangela Materagewählt   | 59.245  | 40,8 | 7.123                                                   | 4,9     |      |
| Noi Moderati                        | Mariangela Materagewählt   | 59.245  | 40,8 | 636                                                     | 0,4     |      |
|                                     | Angela Anna Bruna Piarulli | 39.184  | 27,0 | Movimento 5 Stelle                                      | 39.184  | 27,0 |
|                                     | Sabino Zinni               | 33.586  | 23,1 | Partito Democratico – Italia Democratica e Progressista | 23.836  | 16,4 |
| Alleanza Verdi e Sinistra           | Sabino Zinni               | 33.586  | 23,1 | 4.989                                                   | 3,4     |      |
| +Europa                             | Sabino Zinni               | 33.586  | 23,1 | 3.493                                                   | 2,4     |      |
| Impegno Civico – Centro Democratico | Sabino Zinni               | 33.586  | 23,1 | 1.268                                                   | 0,9     |      |
|                                     | Gennaro Antonio Rociola    | 9.274   | 6,4  | Azione – Italia Viva                                    | 9.274   | 6,4  |
|                                     | Antonio Pica               | 1.703   | 1,2  | Italexit per l’Italia                                   | 1.703   | 1,2  |
|                                     | Roberto Cardilli           | 1.223   | 0,8  | Italia Sovrana e Popolare                               | 1.223   | 0,8  |
|                                     | Anna Maria Sternativo      | 903     | 0,6  | Unione Popolare                                         | 903     | 0,6  |
| Gesamt                              | Gesamt                     | 145.118 | 100  |                                                         | 145.118 | 100  |
|                                     |                            |         |      |                                                         |         |      |
| Ungültige Stimmen                   | Ungültige Stimmen          | 5.847   | 3,9  |                                                         |         |      |
| Wähler                              | Wähler                     | 150.965 | 56,7 |                                                         |         |      |
| Wahlberechtigte                     | Wahlberechtigte            | 266.123 |      |                                                         |         |      |
|                                     |                            |         |      |                                                         |         |      |
| Quelle: Innenministerium            |                            |         |      |                                                         |         |      |